# РЭАФ-50
РЭАФ-50 — экспериментальный советский автомобиль, разрабатывавшийся в конце 1940-х годов.

## Создание
Летом 1949 года Иосиф Сталин подписал заказ на создание совершенно нового легкового автомобиля с гидропередачей, приурочив его создание к очередной годовщине Октябрьской революции. Срок был дан минимальный — всего 4 месяца. Это вызвало массу проблем. Многие технические решения автомобиля были ещё на уровне идей и первых проб. В связи с тем, что срок был очень мал, было решено взять уже готовый двигатель. Сначала планировали использовать двигатель с воздушным охлаждением, но двигатель с водяным охлаждением представлялся более надёжным, поэтому было решено взять немного переработанный двигатель типа ГАЗ-ММ (вместо 4 цилиндров в этом моторе их было 2). Все детали и узлы нового автомобиля изготовили собственными силами практически в кустарных условиях. Тем не менее основной проблемой в автомобиле оставалась гидромеханическая передача. Согласно проекту, такая передача позволила бы двигателю автомобиля лучше приспосабливаться к различным дорожным условиям и равномерно ускоряться.
Первые же испытания показали, что для надёжно и продолжительно работающей гидропередачи нужно было внести в неё существенные изменения. Крайний срок сдачи автомобилей приближался, и Бахчиванджи был вынужден перебраться жить на завод. Работники завода рассказывали, что иногда он в пижаме давал утренние распоряжения. Впрочем, несмотря на все усилия, единственное, что было в срок предоставлено в Москву — это фотография автомобиля с общим пробегом на спидометре 150 км. Проект был опять на грани провала. Но московские чиновники сжалились и перенесли срок сдачи проекта на октябрь будущего года.

### Испытания
К осени 1950 года новые автомобили, фаэтон и седан, были готовы к испытаниям в Москве. Фактически, уже во время поездки из Риги в Москву автомобили РЭАФ-50 подверглись первым серьёзным испытаниям, ведь дорога составляла более 1000 км. Все всплывающие дефекты приходилось устранять прямо в пути. Наибольшее количество поломок пришлось на автоматическую коробку передач. Будучи В Москве, автомобили прошли все необходимые испытания, по окончании которых комиссия сделала заключение, что идея создания относительно дешёвого, удобного и простого автомобиля была хорошая. Особо был отмечен дизайн кузова автомобиля. Впрочем, испытания выявили настолько много дефектов, что итоговое решение комиссии было отрицательным:
Проект непригоден для внедрения, а сам автомобиль признан неэкономичным.
Основной причиной неудачи было отсутствие должного профессионализма у его создателей.
По дороге в Ригу один из автомобилей, а именно с кузовом фаэтон, сломался так, что его не смогли починить, поэтому было принято решение его оставить. Его и оставили — а где, уже никто и не помнит. Седан, укомплектованный всем необходимым инструментом и запчастями, вернулся в целости и сохранности.

### Дальнейшая судьба
В начале 1980-х годов автомобиль РЭАФ-50 с кузовом седан был найден в Огре членами Рижского клуба автомотостарины. Он был полностью отреставрирован, и сейчас его можно увидеть в Рижском мотормузее.